# Colin Clive
Colin Clive (20 de gener de 1900 - 25 de juny de 1937) va ser un actor de cinema i teatre britànic, encara que va néixer a França.
És conegut principalment per la seva interpretació del Dr. Henry Frankenstein en les pel·lícules Frankenstein (1931) i La núvia de Frankenstein (1935), d'Universal Pictures.

## Biografia
Va néixer a la comuna francesa de Saint-Malo, fill d'un coronel britànic. Va anar a la Reial Acadèmia de Sandhurst, però una lesió al genoll li va impedir que seguís el camí de militar, optant per convertir-se en actor. Un dels seus primers papers va ser el de Steve Baker en l'obra Show Boat, on va participar amb actors com Cedric Hardwicke i Paul Robeson. Posteriorment va actuar en l'obra Journey's End. El 1930 va realitzar el seu debut a la indústria de cinema amb l'adaptació cinematogràfica d'aquella obra. El film el va dirigir James Whale.
L'any següent va protagonitzar la pel·lícula de Whale Frankenstein, interpretant al Dr. Henry Frankenstein. Quatre anys més tard va tornar representar el personatge amb la seqüela La núvia de Frankenstein, també dirigida per James Whale. El 1934 va participar en Jane Eyre, una adaptació cinematogràfica de la novel·la homònima.
Clive va morir el 1937, als 37 anys, a causa d'una tuberculosi.

## Filmografia
- The Woman I Love (1937)
- History Is Made at Night (1937)
- The Widow from Montecarlo (1935)
- The Man Who Broke the Bank at Montecarlo (1935)
- Mad Love (1935)
- The Girl from 10th Avenue (1935)
- La núvia de Frankenstein (1935)
- The Right to Live (1935)
- Clive of India (1935)
- Jane Eyre (1934)
- One More River (1934)
- The Key (1934)
- Looking Forward (1933)
- Cap a les altures (Christopher Strong) (1933)
- Lily Christine (1932)
- Frankenstein (1931)[2]
- The Stronger Sex (1931)
- Journey 's End (1930)